# Jablko (Star Trek)
Jablko (v anglickém originále The Apple) je pátý díl druhé řady seriálu Star Trek. Premiéra epizody v USA proběhla 13. října 1967, v České republice 29. listopadu 2002.

## Příběh
Hvězdného data 3715.3 se kosmická loď USS Enterprise NCC-1701 pod vedením kapitána Jamese Tiberius Kirka dostává na orbitu planety Gamma Trianguli VI. Výsadek čítající kapitána Kirka, pana Spocka, doktora McCoye, poručíka Čechova a několik dalších členů posádky zjišťuje, že planeta má neobvykle úrodnou půdu, teplota je po celém povrchu téměř konstantních 24,5 °C. Celé prostředí se zdá být jako rajská zahrada, ale pouze do doby, než umírá první člen výsadku (Redshirt).
Záhy se zjišťuje, že planeta je spíše plná nástrah, jedovatých květin, těkavých kamenů a bouří, které bleskem zabíjejí. Po smrti dalších dvou členů výsadku se setkávají s obyvatelem planety a objevují civilizaci v podobě kmenové vesnice. Kvůli závadám šéfinženýr Scotty nemůže nikoho z výsadku transportovat na Enterprise a navíc se objevuje neznámá energie, která přitahuje nebezpečně loď k planetě. Akuta (první kontaktovaný domorodec) představuje výsadku Vaala, existenci kterou zbožňují a považují za své božstvo. Ukazuje hrůzu nahánějící vstup do jeskyně, který označuje jako Vaal. Spock zjišťuje na vlastní kůži, že jde o jakýsi vchod k neznámé energii, která patrně i stahuje Enterprise z orbity. Kolem vstupu je ovšem silné silové pole.
Zajímavé také je, že doktor McCoy zjišťuje, že domorodci nestárnou a neznají nemoci, ale také nemají děti a pojem láska je Vaalem zakázaný. Kirk a Spock pozorují vesničany při zvláštním obřadu, kdy do chřtánu vytesaného draka (vchod) vhazují potraviny. Spock je však přesvědčený, že jde o stroj. Muž a žena pozorují rozrůstající vztah mezi Čechovem a pobočnicí kapitána a začínají být zvědaví. Aby Vaal tomuto trendu zabránil, nařizuje Akutovi zmobilizovat ostatní muže kmenu a zabít všechny členy výsadku. Sám Akuta si ale není jistý tím, co má udělat. Při střetu jsou ovšem vesničané přemoženi a uvězněni. Scotty zkouší zapojit do energetického pohonu vše co je možné, ale není schopen Enterprise vyprostit z energie, která je přitahuje k povrchu planety. Zbývá pouhých pár hodin.
Když domorodci chtějí jít opět nakrmit Vaala, Kirk rozkazuje aby je McCoy a Čechov drželi v chatrči a zabránili jim za každou cenu dodávat energii Vaalovi. Aby Vaal svou energii vyčerpal co nejdříve, rozkazuje Kirk Enterprise pálit ze všech phaserů. Vaal toto dlouho nevydrží a přichází o veškerou energii. Kirk vysvětluje vesničanům, že dokáží žít i bez Vaala, pěstovat ovoce a zeleninu, vzdělávat se a především opět rozvíjet a rozmnožovat. Spock se stále pře s McCoyem a zastává názor, že při srovnání s rájem jsou tentokrát členové Enterprise ti, kteří podali Adamovi a Evě jablko. Kirk se ptá, jestli ho chce stavět do role Satana a v případě, že ano, jestli náhodou neví o jiném členu posádky Enterprise, který by se podobal Satanovi.